# 灵长类回忆录
《灵长类回忆录》是一本美国神经生物学家罗伯特·萨波斯基创作的科普图书，2001年出版，获得过2002年的英国皇家学会科学图书奖的提名。本书记录了作者作为一个研究生时在肯尼亚研究狒狒的经历。